# 郭卓堅
郭卓堅（英語：Kwok Cheuk-kin，1940年4月29日—），外號「長洲覆核王」，香港长洲人，香港民主黨成員，持中華民國護照及英國公民身份。父親為中華民國國民革命軍軍官，小時候舉家前往重慶，待香港重光後才回港讀書。他早年就讀東華三院李志雄紀念小學（昔日位於筲箕灣東大街、前稱東華三院第二小學）、筲箕灣街坊福利會義學夜校（1954年畢業）和天主教鳴遠中學。在1950年代於國立臺灣大學法律系畢業，1989年前曾任職司法機構。1989年到北京聲援學運，同年6月7日在北京被捕后帶至上海公安招待所軟禁一年，幾經波折才回到香港。港英政府後來知道他遭中华人民共和国政府軟禁，給予他居英權，更曾建議他離開香港，但他沒有想過移民。自1996年起他搬進香港離島長洲享受退休生活，自言喜歡寧靜，對物質上無欲無求，但追求司法公義。他也是東堤小築業主立案法團主席。
2006年因運輸署批准新渡輪的中環至長洲航線加價，郭卓堅首次作出司法覆核（Judicial Review，簡稱JR）申請，此後10年下來，在公眾利益相關的事項上超過30次提出司法覆核。他聲言為長洲島民爭取權益，如當局計劃在石鼓洲興建焚化爐和長洲非法殯葬造成污染等問題等。後來目光放大至全港，包括香港電視網絡不獲發牌、政改諮詢報告、立法會遞補機制、2015年鉛水事件、要求取消新界原居民的丁屋權利、要求星光大道擴建重新公開招標、要求禁止執行廣深港高鐵一地兩檢等事件。
2017年10月13日，擁有居英權的郭卓堅向《香港01》記者透露，自己已萌去意，認為「香港已經無法治，不值得留戀」，打算2018年夏天赴英國終老。後在2019年因理大事件敗訴，而欠下巨款，導致日後被判破產。

## 事件
勝訴方面，長洲鄉事委員會在長洲海濱亭無牌為居民進行殯儀儀式，造成滋擾，但食環署拒絕執法，郭卓堅提出司法覆核，獲判勝訴。2022年郭卓堅就當局廢除「免針紙」的做法入稟高等法院，獲判勝訴。
敗訴方面，雖然他每次也會申請法律援助，但就鉛水事件的司法覆核，郭卓堅未及獲批法援，法院便開庭處理，法庭終不受理郭的覆核申請，郭更須賠上50萬港元堂費。

## 破產
郭卓堅被指因4宗案件而拖欠政府訟費逾156萬元，2020年5月遭律政司入稟申請破產。郭卓堅沒有到庭應訊，7月8日被法庭頒布破產。

## 涉欺詐被捕
2024年6月，郭卓堅涉嫌在2013至2022年期間，透過作出虛假陳述及提供虛假資料，隱瞞個人入息及資產，藉此騙取政府資助和社會福利，包括公共房屋、長者生活津貼、綜合社會保障援助（綜援）及法律援助，被警方以涉嫌「欺詐罪」拘捕，其後獲准保釋離開長洲警署。

## 外部連結
- 郭卓堅的Facebook專頁
- 專訪：望有後生仔接班 覆核王 郭卓堅 為公義做吓嘢（页面存档备份，存于） 立場新聞 （繁體中文）